# Gusinoje
Gusinoje (ros. Гусиное; bur. Галута нуур, Galuta nuur) – słodkowodne jezioro w Azji, położone na terytorium Buriacji w Rosji (Syberia).
Długość 24 km, powierzchnia 163 km², głębokość do 28 m. Na północno-wschodnim brzegu jeziora leży miejscowość Gusinooziorsk.
Na przełomie lipca i sierpnia 1921 w rejonie jeziora doszło do walk między armią Białych Rosjan i Mongołów pod wodzą barona Ungerna a wojskami bolszewickimi. Choć początkowo w bitwie nad Gusinoje wojska Ungerna rozbiły batalion bolszewicki, to wobec koncentracji wojsk Czerwonych Ungern musiał się wycofać, ponosząc porażkę 5 VIII w rejonie wioski Nowodmitrijewka na południe od Gusinoje.